# 羅達蒂奇
49°47′56″N 23°31′7″E / 49.79889°N 23.51861°E
羅達蒂奇（烏克蘭語：Родатичі）是烏克蘭的村落，隸屬利沃夫州利維夫區，始建於1370年，面積28.44平方公里，人口1,780，人口密度每平方公里67.23人。